# Lamingtoniidae
Lamingtoniidae es una familia de coleópteros polífagos. Incluye un solo género, Lamingtonium con tres especies. Son originarios de Australia.

## Género y especies
Género: Lamingtonium Sen Gupta y Crowson, 1969
- Lamingtonium binnaburrense Sen Gupta y Crowson, 1969
- Lamingtonium loebli Lawrence y Leschen de 2003
- Lamingtonium thayerae Lawrence y Leschen, 2003